# Duingen
Duingen es un municipio situado en el distrito de Hildesheim, en el estado federado de Baja Sajonia (Alemania), a una altitud de 190 metros. Su población a finales de 2016 era de unos 5000 habitantes y su densidad poblacional, 84 hab/km².
Se encuentra ubicado a poca distancia al sur de la ciudad de Hannover —la capital del estado— y al oeste de Salzgitter.